# Evan Scott
Evan Scott (* 22. Mai 1992 in Daejeon, Südkorea) ist ein US-amerikanischer Basketballschiedsrichter südkoreanischer Abstammung, der seit dem Jahr 2018 in der NBA tätig ist. Er trägt die Uniform mit der Nummer 78.

## Karriere

### College-Basketball
Vor dem Einstieg in die NBA arbeitete er fünf Jahre als College-Basketballschiedsrichter in der Big South Conference, Old Dominion Athletic Conference und Capital Athletic Conference.

### National Basketball Association
Scott begann im Jahr 2018 seine NBA-Schiedsrichterlaufbahn beim Spiel der Charlotte Hornets gegen die Indiana Pacers.
Zuvor war er drei Jahre als Schiedsrichter in der NBA G-League tätig.

## Privates
Seine Eltern wanderte vier Monate nach seiner Geburt von Südkorea in die USA aus.